# Kenji Fujimitsu
Kenji Fujimitsu (1 de mayo de 1986, Japón) es un atleta japonés, especialista en pruebas de velocidad, medallista de bronce mundial en 2017 en relevo 4 x 100 metros.

## Carrera deportiva
En el Mundial de Londres 2017 gana la medalla de bronce en relevo 4 × 100 m, con un tiempo de 38.04 segundos, por detrás del equipo británico y el estadounidense, siendo sus compañeros de equipo: Shota Iizuka, Yoshihide Kiryu, Shuhei Tada y Asuka Cambridge.